# Hemiphaga
Hemiphaga Bonaparte, 1854 è un genere della famiglia dei Columbidi. Ad esso appartengono due grandi specie di piccioni della Nuova Zelanda. Fino a non molto tempo fa essi erano considerati conspecifici, ma nel 2001 è stato proposto che H. chathamensis debba essere considerata una specie a parte invece che una sottospecie di H. novaeseelandiae. In questa sede viene considerata specie a sé, ma al di fuori della Nuova Zelanda la maggior parte degli autori continua a considerarla una semplice sottospecie.

## Tassonomia
Il genere Hemiphaga comprende le seguenti specie:
- Hemiphaga novaeseelandiae (J. F. Gmelin, 1789) - piccione di Nuova Zelanda;
- Hemiphaga chathamensis (Rothschild, 1891) - piccione delle Chatham.